# 남성중학교 (충남)
남성중학교는 충청남도 부여군 남면 내곡리에 있었던 공립 중학교이다.

## 연혁
- 1972년 12월 26일 설립인가
- 1973년 3월 20일 남성중학교 개교
- 1985년 3월 1일 충화분교장 설립인가
- 1988년 2월 3일 특수학급 설치인가
- 2006년 2월 15일 제31회 졸업식(4,094명)
- 2006년 3월 1일 제18대 김양선 교장 부임
- 2006년 3월 1일 충화분교장 통폐합[1]
- 2007년 2월 28일 홍산중학교로 통폐합

## 폐교 이후
폐교 이후, 남성중학교는 현재 백제문화체험장으로 이용하고 있다.